# Mateus da Silva
Mateus da Silva (sinh ngày 30 tháng 8 năm 1991) là một cầu thủ bóng đá người Brasil thi đấu cho Paços de Ferreira.